# Manuel Guerra González
Manuel Guerra González, né le 30 janvier 1969, est un homme politique espagnol membre du Parti socialiste ouvrier espagnol (PSOE).

## Biographie

### Vie privée
Il est célibataire.

### Profession
Manuel Guerra González est titulaire d'une licence en droit.

### Activités politiques
Il est élu maire de Aracena en 1995. Il est député provincial de 2007 à 2011.
Le 20 décembre 2015, il est élu sénateur pour Huelva au Sénat et réélu en 2016.